# Sweets (石田燿子のアルバム)
『sweets』（スウィーツ）は、2003年2月26日に発売された石田燿子のファースト・フルアルバム。

## 概要
- シングル「真実の扉」と同時発売となっており、そちらはテレビアニメ『ガンパレード・マーチ 〜新たなる行軍歌〜』オープニングテーマに起用されている。同曲は今アルバムにはバラードにアレンジされた音源が収録されている。
- 海外盤には、ボーナス・トラックとして「Sugar Baby Love」の英詞バージョンも収録されている。

## チャート成績
初週1,718枚を売り上げ、2003年3月10日付オリコン週間アルバムランキングで初登場45位を獲得。チャート登場回数は3回。累計12,024枚のセールスを記録した。

## 収録曲
1. spring field
  - 作詞：川村サイコ、作曲：桑原秀明、編曲：十川知司
2. believing
  - 作詞：石田燿子、作曲：奥井雅美、編曲：D.R.Y
3. White Destiny
  - 作詞：飯塚麻純、作曲・編曲：大森俊之
  - WOWOWアニメ『新白雪姫伝説プリーティア』オープニングテーマ
4. proof of life
  - 作詞：石田燿子、作曲：奥井雅美、編曲：安田尊行・HAYA10
  - 『アニメTV』エンディングテーマ
5. 永遠の花
  - 作詞：相田毅、作曲・編曲：増田俊郎
  - フジテレビ系アニメ『藍より青し』オープニングテーマ
6. 言えないから
  - 作詞：石田燿子、作曲：奥井雅美、編曲：長岡成貢
  - NHK BS2アニメ『ぷちぷり*ユーシィ』エンディングテーマ
7. ヨコハネ・ゴゼン2ジ
  - 作詞：川村サイコ、作曲・編曲：福士健太郎
8. 壊れかけた花
  - 作詞：川村サイコ、作曲・編曲：福士健太郎
9. Sugar Baby Love
  - 作詞・作曲：TONY WADDINGTON・W.BICERTON、日本語詞：Joe Lemon、編曲：光宗信吉
  - BS-iアニメ『ちっちゃな雪使いシュガー』オープニングテーマ
  - ルベッツのカバー、日本ではWinkがカバーしており、音源はそちらをベースにしている。
10. 真実の扉（Album Version）
  - 作詞：こさかなおみ、作曲：川井憲次、編曲：渡辺剛
11. Thankful
  - 作詞：石田燿子、作曲：河井英里、編曲：十川知司